# Џек Маклафлин
Џек Алан Маклафлин (енгл. Jack Alan McLoughlin; Бризбејн, 1. фебруар 1995) аустралијски је пливач чија ужа специјалност су трке слободним стилом на 400, 800 и 1500 метара. 

## Спортска каријера
Маклафлин је дебитовао на међународној пливачкој сцени као јуниор, а на првом великом такмичењу на коме је учествовао, Светском јуниорском првенству у Дубаију 2013, освојио је и прву медаљу у каријери, сребро у трци штафета на 4×200 слободно. Прво велико сениорско такмичење на коме је учествовао је била Универзијада у Тајпеју 2015, где је освојио две сребрне медаље (штафета 4×200 слободно и 400 слободно). 
На националном првенству Аустралије 2016. заузео је друго место у трци на 1500 метара слободним стилом, чиме је уједно успео да се квалификује за наступ на својим првим Олимпијским играма. На Играма у Рију 2016. Маклафлин је заузео девето место у квалификацијама трке на 1500 слободно, заоставши свега 0,62 секунде за осмопласираним Хенриком Кристијансеном из Норвешке. 
Дебитантски наступ на светским првенствима је имао у Будимпешти 2017, где се такмичио у базениу и на отвореним водама. Прво је у маратонској трци на 5 километара на отвореним водама заузео 23. место, а потом је учествовао у квалификацијама на 800 слободно (13. место) и 1500 слободно (11. место). 
Током 2018. остварио је неколико запаженијих наступа на међународним такмичењима, од којих се посебно истичу златне медаље освојене на Играма комонвелта у Гоулд Коусту (1500 слободно) и на Панпацифичком првенству у Токију (400 слободно). 
Велики успех је постигао на свом другом наступу на светским првенствима у великим базенима, пошто је на првенству у корејском Квангџуу 2019. освојио златну медаљу и титулу светског првака у трци штафета на 4×200 слободно. Иако није пливао у финалној трци, Маклафлин је био део тима у квалификацијама, заједно са Александром Гремом, Томасом Фрејжером Хоулмсом и Маком Хортоном. У појединачним тркама је успео да се пласира у финала на 400 слободно (6. место) и 800 слободно (4. место), док је најдужу трку, ону на 1500 метара, окончао на 16. месту у квалификацијама.